# 단석로
단석로(Danseok-ro)는 경상북도 경주시 산내면 신원리 신원1교와 건천읍 건천리를 잇는 경상북도의 도로이다.

## 역사
- 2009년 7월 10일 : 2개 이상 시·도에 걸쳐 있는 도로로 단석로를 고시[1]

## 주요 경유지
경상북도
- 경주시 (산내면 · 건천읍)

## 노선
| 이름               | 접속 노선                            | 소재지        | 소재지        | 비고                                     |
| 청려로와 직결      | 청려로와 직결                        | 청려로와 직결 | 청려로와 직결 | 청려로와 직결                            |
| ------------------ | ------------------------------------ | ------------- | ------------- | ---------------------------------------- |
| 신원1교            |                                      | 경주시        | 산내면        | 국도 제20호선 구간 지방도 제921호선 구간 |
| 신원2교            |                                      | 경주시        | 산내면        | 국도 제20호선 구간 지방도 제921호선 구간 |
| (신원1리)          | 오봉로                               | 경주시        | 산내면        | 국도 제20호선 구간 지방도 제921호선 구간 |
| 제2의곡교          |                                      | 경주시        | 산내면        | 국도 제20호선 구간 지방도 제921호선 구간 |
| 산내네거리         | 지방도 제921호선 (문복로) 의곡중앙길 | 경주시        | 산내면        | 국도 제20호선 구간 지방도 제921호선 구간 |
| 의곡교             | 의곡중앙길                           | 경주시        | 산내면        | 국도 제20호선 구간                       |
| 당고개             |                                      | 경주시        | 산내면        | 국도 제20호선 구간                       |
| 건천읍             |                                      | 경주시        |               | 국도 제20호선 구간                       |
| 건천 나들목        | 1호선 경부고속도로                   | 경주시        |               | 국도 제20호선 구간                       |
| (천포리)           | 국도 제20호선 (건포산업로)           | 경주시        |               | 국도 제20호선 구간                       |
| (무산고등학교입구) | 천포방내길                           | 경주시        |               |                                          |
| 건천지하도         |                                      | 경주시        |               |                                          |
| 신경주농협         | 내서로                               | 경주시        |               |                                          |
| 건천리             |                                      | 경주시        |               |                                          |

## 주요 건물 및 시설
- 산내보건지소 (경상북도 경주시 산내면 단석로 696)
- 신경주요양병원 (경상북도 경주시 건천읍 단석로 1593-9)
- 한국도로공사 건천영업소 (경상북도 경주시 건천읍 단석로 1805-21)
- 천포초등학교 (경상북도 경주시 건천읍 단석로 1929)
- 신경주농협 (경상북도 경주시 건천읍 단석로2015)